# My z ostrova Saltkråkan
My z ostrova Saltkråkan (Vi på Saltkråkan) je román pro děti od Astrid Lindgrenové z roku 1964. Vypráví o rodině nepraktického spisovatele Melkera Melkersona ze Stockholmu, která se vydává na letní byt do pronajatého skromného domu Snickargården na fiktivním malém ostrově Saltkråkan, posledním ze skupiny ostrovů v Baltském moři u Stockholmu. Melkersonovi se okamžitě spřátelí se svými sousedy Grankvistovými, starousedlíky, kteří na ostrově provozují obchod se smíšeným zbožím, a Melkerovy děti zažívají s dětmi ze sousedství a s dalšími obyvateli ostrova mnoho dobrodružství.
Po prvních prázdninách pronajme Melker Snickargården i na Vánoce a na několik jarních dní, děj knihy vrcholí o druhých prázdninách, kdy ředitel Karlberg projeví zájem Snickargården koupit, zbourat a místo něj si postavit luxusní obydlí.

## Postavy
- Melkersonovi
  - Melker, tatínek
  - Malin, dcera, 19 let, stará se o rodinu po úmrtí maminky při narození Pelleho
  - Johan, syn, asi 13 let
  - Niklas, syn, asi 12 let
  - Pelle, syn, 7 let
- Grankvistovi
  - Nisse, tatínek
  - Marta, maminka
  - Teddy, dcera, 13 let
  - Freddy, dcera, 12 let
  - Tjorven, dcera, 6 let
- děda Söderman, starousedlík na Saltkråkanu
  - jeho vnučka Stina, která za ním jezdí na prázdniny, asi 7 let
- Krister, Malinin nápadník
- Petter Malm, přírodovědec, Malinin nápadník
- Kalle Vesterman, rybář ze Saltkråkanu; jeho žena
- Björn, učitel místní malé školy v Norrsundu
- Jansson, místní statkář
- Knutte Österman, 13 let
- Rulle, chovatel králíků
- paní Sjöblomová, majitelka Snickargårdenu, bydlí v Norrtälje
- Mattson, obchodní zástupce paní Sjöblomové
- ředitel Karlberg a jeho dcera Lotta, zájemci o koupi Snickargårdenu
- zvířata
  - Bocman, pes Tjorven, obrovský bernardýn
  - Hoppiland-Kalle, Stinin havran
  - Jocke, Pelleho králík
  - Mojžíš, mládě tuleně Tjorven a Pelleho
  - Tottis, Stinino jehně
  - Jumjum, Petterovo a později Pelleho štěně
  - Cora, Vestermanův pes
  - Musse, pudl Lotty Karlbergové

## Česká vydání
- Albatros, Praha, 1994, překlad Jana Svatošová, ilustrace Jan Černý ISBN 80-00-00144-6
- Albatros, Praha, 1998, překlad Jana Svatošová, ilustrace Jan Černý ISBN 80-00-00597-2
- Albatros, Praha, 2004, překlad Jana Svatošová, ISBN 80-00-01366-5